# Drimys
Drimys és un gènere de plantes amb flor de la família de les winteràcies. Comprén 7 espècies acceptades, totes distribuïdes a Amèrica, des del sud de Mèxic fins al con sud de Sud-amèrica.
Són arbusts o arbres petits perennifolis, sovint aromàtics, amb flors flairoses. L'escorça i les fulles tenen propietats medicinals i algunes espècies s'utilitzen les seves llavors o l'escorça per condimentar o obtenir olis essencials. Tenen creixement monotípic, i les flors presenten un caliptra protector, que es desprén amb l'antesi. Com les winteràcies, són plantes associades a la flora Antàrtica, s'originaren fa milions d'anys al supercontinent Gondwana, i d'allà s'expandiren a Amèrica.
Antigament el gènere Tasmannia, d'Australàsia, era considerat una secció del gènere Drimys, degut a les seves semblances morfològiques. Actualment se'ls considera dos gèneres separats, el gènere Drimys engloba les espècies neotropicals del gènere mentre que Tasmannia les d'Australàsia.

## Taxonomia
- Drimys andina (Reiche) R.A.Rodr. i Quez. - Sud de Xile i l'Argentina.
- Drimys angustifolia Miers - Endèmica del Brasil.
- Drimys brasiliensis Miers - Present des del sud de Mèxic fins al sud de Brasil.
- Drimys confertifolia Phil. - Endèmica de les illes de Juan Fernández.
- Drimys granadensis L.f. - Present del sud de Mèxic fins al sud del Perú.
- Drimys roraimensis (A.C.Sm.) Ehrend., Silberb.-Gottsb. i Gottsb.
- Drimys winteri J.R.Forst. i G.Forst. - Sud de Xile i Argentina

## Etimologia
- Drimys, en grec clàssic, significa picant, en al·lusió al gust de l'escorça i les fulles.